# Бьяджотти, Лаура
Лаура Биаджотти (итал. Laura Biagiotti; 1943—2017) — итальянский модельер и парфюмер; основатель «Дома Биаджотти»; кавалер ордена «За заслуги в труде».

## Биография
Лаура Биаджотти родилась 4 августа 1943 года в Риме. Её мать Делия Солдайни Бьяджотти была успешным модельером, которая разработала форму для сотрудников крупнейшей итальянской авиакомпании «Alitalia», сотрудничала с дизайнерами Roberto Capucci и Emilio Schuberth. Лаура с юных лет помогала матери. По окончании средней школы стала изучать археологию в Римском университете, но отказалась от своей академической карьеры, чтобы сосредоточиться на дизайне одежды. Она несколько лет работала в ателье матери и в это время встретила своего будущего мужа Джанни Синьи.
Некоторое время спустя открыла свой первый магазин во Флоренции, а в 1972 году во Флоренции состоялся первый показ мод Лауры Биаджотти, который обратил на себя внимание прессы, критиков и покупателей за свой необычайно женственный стиль. Это стало стартом для создания «Дома Биаджотти», который вскоре вошёл в число крупнейших домов моды в Италии специализирующимся на выпуске женской и мужской одежды, различных аксессуаров и часов.
С 1980 года Лаура Биаджотти вместе с мужем (умер в августе 1996 года) жила и работала в пригороде Рима в отреставрированном замке Марко Симоне XI века. Их дочь Лавиния Бьяджотти Синья вошла в семейный бизнес на следующий год после смерти отца году и в 2005 году стала вице-президентом.
В апреле 1988 года Биаджотти стала первым итальянским кутюрье, представившим свою коллекцию в коммунистическом Китае.
В 1992 году Лаура Биаджотти получила премию «Женщина года» в городе Нью-Йорке (США).
В 1993 году ей была вручена награда им. «Marco Polo» в Пекине за то, что привезла итальянскую промышленность в Китай.
5 февраля 1995 года Биаджотти стала первым итальянским модельером в истории, который продемонстрировал свою коллекцию в Московском Кремле; в том же году Лаура Биаджотти была представлена президентом Италии Оскаром Луиджи Скальфаро к награждению «рыцарского ордена Труда» за её долгую карьеру в индустрии моды и её вклад в продвижение итальянской моды во всем мире.
В начале 1996 года Лаура Биаджотти, которая к тому моменту была представлена и в российской столице, согласилась стать инвестором и соучредителем журнала «Moscow Magazine», который испытывал значительные финансовые трудности, но из-за несогласия прежнего учредителя сделка не состоялась и к апрелю 1996 года, журнал обанкротился и закрылся (см. Independent Media).
В апреле 2004 года Л. Биаджотти была избрана советником Итальянской национальной палаты моды.
В январе 2011 года Лаура Биаджотти была награждена Премией Леонардо согласно указу итальянского президента Джорджо Наполитано.
Лаура Биаджотти умерла 26 мая 2017 года в родном городе.